# Metropolis (album Janelle Monáe)
Metropolis (pełny tytuł: Metropolis Suite I: The Chase) - debiutancki minialbum amerykańskiej piosenkarki Janelle Monáe, wydany 24 sierpnia 2007 roku przez Bad Boy Entertainment. Album jest częścią pierwszą (z siedmiu) historii o stworzonej w 2719 roku kobiety-androida, Cindi Mayweather. Metropolis został bardzo dobrze przyjęty przez krytyków.

## Lista utworów
1. "March of the Wolfmasters" – 1:27
2. "Violet Stars Happy Hunting!" (feat. The Skunks) – 3:13
3. "Many Moons" – 5:34
4. "Cybertronic Purgatory" – 1:40
5. "Sincerely, Jane." – 5:36

Edycja specjalna
1. "Mr. President" – 4:59
2. "Smile" – 3:58

Edycja Fantastic
1. "Violet Stars Happy Hunting!" (The Jetson's Mix) (feat. The Skunks) - 3:10
2. "Violet Stars Happy Hunting!" (na żywo z the Blender Theater - wideo) - 3:30
3. "Sincerely, Jane." (na żywo z the Blender Theater - wideo) - 4:56
4. "Many Moons" (wersja rozszerzona - wideo) - 6:24

## Twórcy
- Terrence Brown - fortepian, smyczki
- Control_z - inżynier, programowanie perkusji, mastering, miksowanie
- Cutmaster Swift – scratching, cut
- Brian Davis – projektowanie graficzne, koncepcja, projekt layoutu, tworzenie
- Provi Fulp - pojęcie, stylista, tworzenie
- Bernie Grundman – mastering
- Jaspects - sekcja dęta, trąbka, saksofon (alt), saksofon (tenor)
- Chuck Lightning - pojęcie, historia, utworzenie
- Lord Of The Cybersoul Patrol - producent wykonawczy
- Pan Mitchell A. "MitchOW ski!" Martian - mastering, miksowanie, koncepcja, asystent, tworzenie
- Janelle Monáe - organy (hammond), śpiew, wokal (w tle), producent, producent wykonawczy, koncepcja, solista, tworzenie, voiceover
- Emily "Widget" Parker – koncepcja, tworzenie
- Kellindo Parker – koncepcja, tworzenie
- Kellis Jr. Parker – gitara, solista
- Antwan "Big Boi" Patton – producent wykonawczy
- Donna Permell – fotografia, koncepcja, tworzenie
- George "Rico" Rodriguez – koncepcja, tworzenie
- Ben Rose – fotografia, koncepcja, tworzenie
- Skunks – snaps
- Chris Stanford - fotografia, koncepcja, tworzenie
- Delvin Stanklin - pojęcie, tworzenie
- Sweetfish - bas
- Wolfmaster Lightning – aranżer, wokalista, producent, associate producer, associate arranger
- Wolfmaster Z - organy, syntezator, gitara, fortepian, aranżer, instrumenty klawiszowe, fortepian (elektryczny), programowanie, wokal, producent, grafika, projektowanie graficzne, mastering, miksowanie, koncepcja, projekt layoutu, instrumentacja, tworzenie
- Wolfmasters - producent wykonawczy
- Wondaland Arts Society - dyrektor kreatywny, koncepcji tworzenia

## Rankingi
| Ranking (2008)                      | Najwyższa pozycja |
| ----------------------------------- | ----------------- |
| US Billboard 200                    | 115               |
| US Billboard Top R&B/Hip-Hop Albums | 20                |
| US Billboard Top Heatseekers        | 2                 |